# Nacionalni park Uluru Kata Tjuta
Nacionalni park Uluṟu-Kata Tjuṯa je nacionalni park u Sjevernom teritoriju Australije, 1431 km južno od Darwina, koji je 1987. godine upisan na UNESCO-ov popis mjesta svjetske baštine u Australiji i Oceaniji. 
Park je osnovan 1987. godine na površini od 1326 km2, a čine ga najveći megalit na svijetu, Uluru) (ranije poznat kao Ayers Rock) i veća skupina manjih (36), Kata Tjuta (ranije Planina Olga), po kojima je park i dobio ime. Ove stijene tvore sustava vjerovanja jednih od najstarijih ljudskih društava. Tako velika skupina plemena koja žive u okolici vjeruju u Tjukurpa, vjersko tumačenje ovog krajolika, njegove flore i faune i prirodnih fenomena kao djelo božanskih predaka i njihovih putovanja, te predstavlja njihovu neotuđivu baštinu.
U oskudnoj vegetaciji parka obitava 22 vrste autohtonih sisavaca, kao što su: dingo, crveni klokan, skočimiš, nekoliko vrsta šišmiša i dr., ali i nekoliko uvedenih vrsta kao što su: deva, lisica, domaći miš i poljski zec. Zabilježeno je također više od 150 vrsta ptica, te svih 5 vrsta australskih reptila.
Upravljanje parkom je povjereno narodu Anangu (skupni naziv više grupa Aboridžina koji nastanjuju šire područje tog dijela Australije), pa je tako zabranjen pristup i fotografiranje njihovih svetih mjesta na i oko Urulua. Time se kretanje turista ograničava na područje jednog puta oko Urulua, neke odabrane spilje i uspon na vrh. Na velikom dijelu ceste parkiranje je zabranjeno, tako da se promatranje ograničava samo na mjesta koja su označena za parkiranje. Pravila ponašanja za turiste su vrlo restriktivna, a nepridržavanje se kažnjava visokim novčanim kaznama. Tako se zabranjuje znanstveno istraživanje, uzimanje materijala s tla, okupljanje u grupe veće od 15 osoba, ulazak na zabranjena ili ograničena područja i čitav niz drugih aktivnosti. Najvažnije turističko naselje je Yulara. 
- Uluru iz zraka
- Stijene Ulurua izbliza
- Crteži Aboriđina na Uluruu
- Shematski prikaz geološki povezanih stijena Uluru i Kata Tjuta
- Kata Tjuta
- Divlje cvijeće ispred Kata Tjuta

## Vanjske poveznice
- Službena stranica Nacionalnog parka Uluru–Kata-Tjuta  Arhivirana inačica izvorne stranice od 21. studenoga 2008. (Wayback Machine)
- AUSTRALIEN-INFO.DE: Opis parka i njegovih znamenitosti